# NGC 527/2
NGC 527/2 је спирална галаксија у сазвежђу Вајар која се налази на NGC листи објеката дубоког неба.
Деклинација објекта је - 35° 7' 41" а ректасцензија 1h 23m 59,1s. Привидна величина (магнитуда) објекта NGC 527 износи 14,3 а фотографска магнитуда 15,1. NGC 5272 је још познат и под ознакама MCG -6-4-22, PGC 5142.